# Textile
Textile es un lenguaje de marcado ligero creado por Dean Allen que partiendo de un texto con marcas genera código HTML. Se utiliza para generar cualquier tipo de contenido escrito que deba ser publicado en internet.
Un texto escrito en Textile se convierte en HTML válido cuando se procesa en un navegador web y, aunque probablemente varía de un tipo de implementación a otro, se puede establecer como DOCTYPE la sintaxis XHTML o HTML5.

## Historia
Dean Allen creó el lenguaje Textile en 2002 con el objetivo de que la escritura de textos para la web fuese sencilla. Dean desarrolló Textile para usarlo en Textpattern, el CMS en el que estaba trabajando en ese momento.
Textile es uno de los lenguajes que ha influido en el desarrollo de Markdown.

## Lenguajes de programación
Textile fue originalmente escrito en PHP (PHP-Textile), y posteriormente ha sido reescrito en Perl, Python (Python-Textile), Ruby, JavaScript (Textile-JS), y C#.

## Licencia
Textile se distribuye bajo una licencia BSD.